# Нямц (крепост)
Крепостта Нямц (Cetatea Neamţ или Cetatea Neamţului) е средновековна крепост край град Търгу Нямц в историческата област Молдова, североизточна Румъния. Намира се на скалата Тимуш в Плешенското захълмие (наричано и Захълмие на крепостта), на надморска височина от 480 м и 80 м над водите на река Нямц. Оттук тя пази долините на реките Молдова и Сирет, през които минава път към Трансилвания.
Крепостта Нямц представлява комплекс от отбранителни съоръжения, построени в Молдова в края на XIV век, когато над страната надвисва османската заплаха. Комплексът включва няколко укрепени поселища (княжески дворец, манастири с високи стени и крепости със стратегическо значение) и е укрепен с каменни зидове, земни валове и дълбоки ровове.
Крепостта е построена в края на XIV век от Петър Мушат, доукрепена през XV век от Стефан Велики и съборена през XVIII век (1718 г.) по заповед на княз Михай Раковица.
През 2004 г. е включена в Списъка на историческите паметници в окръг Нямц с код NT-II-mA-10707.

## История

### Строеж и ранни години
Крепостта Нямц е построена по времето на Петър Мушат (1375 – 1391) и е спомената за първи път на 2 февруари 1395 г. по време на поход на унгарския крал Сигизмунд в молдовските земи.
Според археологическите проучвания в района през втората половина на XX век крепостта е построена на няколко етапа. Не са открити по-ранни укрепленния от тези, датирани от времето на Петру Мушат. Откритите монети на Мушат са твърдо доказателство, че съвременната крепост Нямц датира от втората половина от управлението му, през което Молдова преживява икономически и политически възход.
Въпреки тези разкопки историците правят различни предположения кога е построено първото укрепление в района. Според информацията от папска була от 1232 г., през периода 1211 – 1225 г. заселените в земята Бърса рицари от Тевтонския орден са построили castrum muntissimum по източните склонове на Карпатите. Някои историци, като например Александру Ксенопол, Богдан Хаждеу и Димитрие Ончул, интерпретират това като доказателство, че крепостта Нямц е построена от Тевтонския орден. Допълнително доказателство за тази хипотеза е фактът, че самото име Нямц (Neamţ) означава „немски“. Няма обаче археологически доказателства в нейна подкрепа.
Крепостта Нямц е важен укрепен аванпост, който защитава западната граница на Молдова и карпатските проходи от войските на Кралство Унгария, което по времето на построяването ѝ води политика на разширение на изток. Нямц е един от най-укрепените градове в средновековното Молдовско княжество и играе важна рола в основния му план за отбрана.
През 1395 г. унгарският крал Сигизмунд предприема поход към Молдова с цел териториално разширение. Според „Старата молдовска хроника“ княз Стефан Мушат го разбива при село Хиндъу (днес село Гиндъоани, на около 12 км южно от Търгу Нямц). Това се потвърждава от епитафията на Стефан I на гроба му в манастира Богдана. Официалната унгарска хроника твърди, че кралската армия е обсадила княжеската резиденция, вероятно крепостта Нямц. На 2 февруари 1395 г. Сигизмунд издава документ, в който споменава ante Nempch castrum. Това е първото писмено упоменание на крепостта.
За първи път командир на крепостта е споменат през 1407 г. Вероятно в крепостта се е помещавал княжеския двор по времето на Александру чел Бун (1400 – 1432) и Стефан Велики (1457 – 1504).

### Управлението на Стефан Велики
Княз Стефан Велики (1457 – 1504) разбира необходимостта от по-добри укрепления с цел Княжество Молдова да може да се защитава от Османската империя, татарите, Унгария и Полша. Първо построява отбранителни съоръжения в манастирите и доукрепя съществуващите крепости. Тъй като крепостта Нямц все още не е достатъчно добра, за да устои на вражески атаки на Молдова и след битките при Васлуй (януари 1475 г.) и Валя Алба (16 юли 1476 г.), князът нарежда да ѝ се вдигнат стени, високи 6 – 7 м, обудвани със зъбери и амбразури, от които бранителите могат да виждат нападателите и да ги атакуват. От северната страна на Мушатовата крепост той построява бастион със здрави и дебели стени и високи до 30 м кули от четирите края. Около него се простира външен двор.
За да ограничи достъпа на варажески войски до стените, Стефан нарежда от северната и североизточната страна да се изкопаят по-широки и по-дълбоки ровове от предишните. Издигнат е мост за достъп до крепостта, поддържан от 11 колони с форма на призма. В края му има подвижна част, която се спуска чрез система от скрипци, която задейства и система от капани, известна като „проклятието на плъховете“.
През 1476 г., след като побеждава в битката при Валя Алба, османският султан Мехмед II (наричан „Завоевателя“) кара молдовският княз да се скрие в крепостта Нямц, която се намира на 27 км от бойното поле. Според легендата майката на Стефан отказва да го пусне в крепостта и го съветва да тръгне на север, където да събере нова войска.
Докато Стефан е на север, събирайки войска, Мехмед II държи крепостта под осемдневна обсада, вярвайки че князът се е скрил тук, заедно с богатствата си. По това време командир на крепостта е Арборе Стария, който е убит от турските оръдия. В крепостта все още се държат и турските пленници, взети в битката при Васлуй.
Обсадата е описана в хрониката на Йон Некулче. Турците поставят оръдията си на някой хълм пред крепостта, най-вероятно на южния склон на хълма Чердак, и започват да бомбардират крепостта. Въпреки че стените устояват, на един немски пленник в тъмницата на крепостта му хрумва идеята да използва оръдия срещу врага. Турският лагер е унищожен и това кара Мехмед да се оттегли.
Обсадата е спомената и в писмо с дата 16 август 1476 г. от полския крал Стефан Батори до унгарския Матияш Корвин. Други източници са „Молдовско-немската хроника“, в която е записано:
| „ | Султанът обсади крепост на име Нямц. Най-голямото оръдие на крепостта изстреля снаряд, който уби артилерийския командир. След това султанът се оттегли. | “ |

и хрониката на венецианеца Джовани Мария Анджолело (1451-ок. 1525), който по това време е султански ковчежник:
| „ | В опит да завладее споменатата крепост, султанът я бомбардира осем дни със седем оръдия, но две от оръдията се повредиха, а защитниците вместо да преговарят, извадиха артилерия и обърнаха лагера в бяг... | “ |

Легендата за майката на Стефан, която не го пуска в крепостта и го съветва да се насочи на север, е исторически невярна. Госпожа Олтя, майката на Стефан Велики, умира през 1465 г. и е погребана в Пояна Сирет. През 1904 г. в Побратския манастир е открит нейния надгробен камък, на който пише следното:
| „ | Това е гробът на госпожа Олтя, майката на княз Стефан Войвода, която умря в лето Господне 6973 (1465) на 4 ноември. | “ |

### 16 век
След края на управлението на Стефан Велики, хрониките не съобщават за важни събития, свързани с крепостта Нямц. Смята се, че по това време крепостта има по-малко значение и от нея се управлява само цинута Нямц.
Княз Петру Рареш (1527 – 1538 / 1541 – 1546) нарежда да се доукрепи Нямц, при което град Бистрица му изпраща опитен зидар. След бягството на княза в Трансилвания през 1538 г., портите на крепостта се отварят за войските на Сюлейман Великолепни.
По желание на турците, с чиято помощ се изкачва за втори път на престола, княз Александър III Лепушняну (1552 – 1561 / 1564 – 1568) мести столицата от укрепения северен град Сучава в неукрепения Яш. По османско нареждане той събаря всички крепости, с изключение на Хотинската, за да не може страната да се защитава сама. Това е описано от хрониста Григоре Уреке. Дебелите стени на крепостта Нямц я предпазват от тежки поражения, падат само дървените тавани и конструкциите, поддържани от дебели дъбови колони.
По време на първото си управление (1574 – 1577) княз Петър VI Куция започва да възстановява крепостите, унищожени по времето на Лъпушняну, за да се защитава от множеството претенденти за трона, поддържани от Унгария, Полша или казаците.
През май 1600 г. влашкият войвода Михай Храбри предприема завоевателен поход в Молдова. След като преминава с войските си река Тротуш на 4 май и превзема град Бакъу на 10 май, влашко-трансилванските армии се насочват към столицата Сучава. Сучавската крепост отваря вратите си за Михай на 16 май, без да окаже никаква съпротива.
Според хрониста Мирон Костин крепостта Нямц също се предава без съпротива. Михай оставя в крепостта гарнизон. След заминаването му в Алба Юлия, през септември 1600 г., полски и казашки войски пресичат Днестър и връщат Йеремия Могила на молдовския трон. Гарнизонът на крепостта оказва малка и безрезултатна съпротива.

### 17 век
Според разказите на западни пътешественици войводата Василе Лупу (1634 – 1653) възстановява крепостта Нямц, която много години е необитаема. Върху една църква, посветена на Свети Николай, е построен Войводският параклис, а навсякъде в конструкцията се слага акцент на религията. Работата е свършена през 1646 г., за което свидетелства надпис на църковнославянски в манастира Секу.
При война в Нямц се укриват семейството и богатствата на Василе Лупу. По думите на хрониста Мирон Костин, по време на татарското нашествие през 1650 г.:
| „ | Той отвел всички болярски жени от техните имения в Капотещ и ги отвел в крепостта Нямц. | “ |

През 1673 г. поляците завземат крепостта и поставят гарнизон начело с княз Стефан Петричейку (1672 – 1673 / 1673 – 1674). Шестмесечната обсада на турците не успява да изгони поляците и те поръчват на княз Думитрашку Кантакузино (1673 / 1674 – 1675) да унищожи крепостта. Той изпълнява тази им молба през юли 1675 г., за което свидетелства хронистът Николае Костин.
През периода 1684 – 1694 г. полският крал Ян Собиески води шест военни похода в Молдова, при които крепостта е подпалвана няколко пъти. Поляците обират и палят всичко, което се изпречи на пътя им. През 1691 г. войските на Собиески обсаждат крепостта Нямц и са отблъснати. За това свидетелстват множество хронисти, като например Константин Кантемир, Йон Некулче и Димитрие Кантемир.

### Разрушаване и реставрация
Според договора от Карловац (1699) поляците са задължени да напуснат крепостите в Молдова, а турците решават да не възстановяват укрепленията. Въпреки това по времето на княз Антиох Кантемир (1705 – 1707) армията на хетман Лупу Костаки е изпратена в Сучава и Нямц и довежда поляци в страната.
По времето на Австро-турската война от 1716 – 1718, австрийските войски на император Карл V (1711 – 1740) нахлува в румънските земи с цел да разшири владенията на империята. Молдовският княз Михай Раковица (1703 – 1705 / 1707 – 1709 / 1715 – 1729) остава верен на Високата порта. В желанието си да освободят страната от османлиите, група боляри, предвождани от столник Василе Чаур, молят австрийците за помощ. Изпратен е експедиционен корпус, оглавен от французина Франсоа (Ференц) Ерно дьо Лорена. Той навлиза в Молдова през Кашин и се разпределя в укрепшените манастири и крепостта Нямц. Войските на Ференц, придружени от група недоволни от властта молдовци, предвождани от сулджер Георгиеш Величко от Къмпулунг, се насочват към Яш. На 10 януари 1717 г. под стените на манастира Читъцуя австрийците са разбити от татарска войска. Капитан Франсоа Ерно е обезглавен на място, известно днес като Кръста на Ференц.
Татарите преследват австрийците до Чахлъу и ограбват Нямцката крепост. След края на войната османците нареждат на Михай Раковица да разруши крепостта Нямц и манастира Миера, където са се укривали австрийците. След разрушаването крепостта започва да затъва в развалини и да губи стратегическото си значение. Жителите на близкия град Търгу Нямц използват камъка от крепостта, за да строят къщи и тавани.
През 1834 г. поетът Александру Хрисоверги (1811 – 1837) пише стихотворението „Развалините на крепостта Нямц“ (Ruinelor Cetăţii Neamţu), в което сигнализира за плачевното ѝ състояние и призовава за спиране на грабежите. След това сев правят първи стъпки за опазването ѝ. Княз Михаил Стурдза (1834 – 1849) издава декрет, според който около репостта Нямц трябва да се постои дървена ограда и да се постави пазач. По времето на същия княз се прави и път до крепостта.
В средата на 19 век Нямц става символ на славното минало на Румъния. В своя разказ „Собиески и румънците“ Костаке Негрузи описва обсадата на крепостта от Ян Собиески, а през 1857 г. Димитрие Болинтиняну пише стихотворението „Майката на Стефан Велики“.
През 1866 г. крепостта става исторически паметник. През периода 1968 – 1972 г. екип под ръководството на архитекта Щефан Балш укрепва стените, но поради неподдръжка част от тях пропадат. Нова реставрация се извършва през периода 2007 – 2009 г.

## Галерия
- Крепостта Нямц
- Мостът към крепостта
- Северната стена
- Западната стена
- Западната стена
- Североизточната ъглова кула
- Североизточната ъглова кула
- Мозайка от крепостта Нямц